# Balonmano en los Juegos Mediterráneos de 2009
El torneo de balonmano en los Juegos Mediterráneos de 2009 se realizó en el pabellón Palasport G. Paolo II de la ciudad de Pescara (Italia) entre el 27 de junio y el 5 de julio de 2009.

## Primera fase

### Grupo A
| Equipo  | J | G | E | P | GF  | GC  | DG  | Pts. |
| ------- | - | - | - | - | --- | --- | --- | ---- |
| Turquía | 4 | 4 | 0 | 0 | 128 | 92  | +36 | 8    |
| España  | 4 | 3 | 0 | 1 | 134 | 77  | +57 | 6    |
| Croacia | 4 | 2 | 0 | 2 | 111 | 115 | -4  | 4    |
| Italia  | 4 | 1 | 0 | 3 | 102 | 147 | -45 | 2    |
| Grecia  | 4 | 0 | 0 | 4 | 90  | 134 | -44 | 0    |

- Resultados

| Fecha    | Hora² | Partido¹ | Partido¹ | Partido¹ | Resultado |
| -------- | ----- | -------- | -------- | -------- | --------- |
| 26/06/09 | 15:00 | Croacia  | -        | Grecia   | 28-24     |
| 26/06/09 | 17:00 | Turquía  | -        | España   | 26-24     |
| 27/06/09 | 15:00 | Grecia   | -        | Turquía  | 19-35     |
| 27/06/09 | 17:00 | Italia   | -        | Croacia  | 26-38     |
| 28/06/09 | 14:00 | Turquía  | -        | Italia   | 36-21     |
| 28/06/09 | 18:00 | España   | -        | Grecia   | 36-14     |
| 29/06/09 | 14:00 | Italia   | -        | España   | 20-40     |
| 29/06/09 | 18:00 | Croacia  | -        | Turquía  | 28-31     |
| 30/06/09 | 14:00 | España   | -        | Croacia  | 34-17     |
| 30/06/09 | 18:00 | Grecia   | -        | Italia   | 33-35     |

- (¹) -  Todos en Santa Filomena S.H
- (²) -  Hora local de Italia (UTC +1)

### Grupo B
| Equipo     | J | G | E | P | GF | GC | DG  | Pts. |
| ---------- | - | - | - | - | -- | -- | --- | ---- |
| Francia    | 3 | 3 | 0 | 1 | 96 | 75 | +21 | 4    |
| Montenegro | 3 | 3 | 0 | 1 | 81 | 82 | -1  | 4    |
| Serbia     | 3 | 3 | 0 | 1 | 82 | 91 | -9  | 4    |
| Eslovenia  | 3 | 0 | 0 | 3 | 72 | 83 | -11 | 0    |

- Resultados

| Fecha    | Hora² | Partido¹   | Partido¹ | Partido¹   | Resultado |
| -------- | ----- | ---------- | -------- | ---------- | --------- |
| 28/06/09 | 16:00 | Serbia     | -        | Francia    | 24-40     |
| 28/06/09 | 20:00 | Eslovenia  | -        | Montenegro | 25-26     |
| 29/06/09 | 16:00 | Montenegro | -        | Serbia     | 25-28     |
| 29/06/09 | 20:00 | Francia    | -        | Eslovenia  | 27-21     |
| 30/06/09 | 16:00 | Serbia     | -        | Eslovenia  | 30-26     |
| 30/06/09 | 20:00 | Francia    | -        | Montenegro | 29-30     |

- (¹) -  Todos en Santa Filomena S.H
- (²) -  Hora local de Italia (UTC +1)

## Fase Final
|  | Semifinales | Semifinales |         |         | Final         | Final         |  |
|  |             |             |         |         |               |               |  |
|  |             |             |         |         |               |               |  |
|  | Turquía     | 30          |         |         |               |               |  |
|  | Turquía     | 30          |         |         |               |               |  |
|  | Montenegro  | 29          |         |         |               |               |  |
|  | Montenegro  | 29          |         | Turquía | 32            |               |  |
|  |             |             |         | Turquía | 32            |               |  |
|  |             |             | Francia | 33      |               |               |  |
|  | España      | 23          | Francia | 33      |               |               |  |
|  | España      | 23          |         |         |               |               |  |
|  | Francia     | 24          |         |         | Tercer Puesto | Tercer Puesto |  |
|  | Francia     | 24          |         |         | Tercer Puesto | Tercer Puesto |  |
|  |             |             |         |         |               |               |  |
|  |             |             |         |         | Montenegro    | 30            |  |
|  |             |             |         |         | Montenegro    | 30            |  |
|  |             |             |         |         | España        | 25            |  |
|  |             |             |         |         | España        | 25            |  |
|  |             |             |         |         |               |               |  |

### Séptimo Puesto
| Fecha    | Hora² | Partido¹ | Partido¹ | Partido¹  | Resultado |
| -------- | ----- | -------- | -------- | --------- | --------- |
| 01/07/09 | 16:00 | Italia   | -        | Eslovenia | 27-44     |

- (¹) -  En Santa Filomena S.H
- (²) -  Hora local de Italia (UTC +1)

### Quinto Puesto
| Fecha    | Hora² | Partido¹ | Partido¹ | Partido¹ | Resultado |
| -------- | ----- | -------- | -------- | -------- | --------- |
| 01/07/09 | 18:30 | Croacia  | -        | Serbia   | 23-25     |

- (¹) -  En Santa Filomena S.H
- (²) -  Hora local de Italia (UTC +1)

### Semifinales
| Fecha    | Hora² | Partido¹ | Partido¹ | Partido¹   | Resultado |
| -------- | ----- | -------- | -------- | ---------- | --------- |
| 02/07/09 | 16:00 | Turquía  | -        | Montenegro | 30-29     |
| 02/07/09 | 18:30 | España   | -        | Francia    | 23-24     |

- (¹) -  En Santa Filomena S.H
- (²) -  Hora local de Italia (UTC +1)

### Tercer puesto
| Fecha    | Hora² | Partido¹   | Partido¹ | Partido¹ | Resultado |
| -------- | ----- | ---------- | -------- | -------- | --------- |
| 04/07/09 | 16:00 | Montenegro | -        | España   | 30-25     |

- (¹) -  En Santa Filomena S.H
- (²) -  Hora local de Italia (UTC +1)

### Final
| Fecha    | Hora² | Partido¹ | Partido¹ | Partido¹ | Resultado |
| -------- | ----- | -------- | -------- | -------- | --------- |
| 04/07/09 | 18:30 | Turquía  | -        | Francia  | 32-33     |

- (¹) -  En Santa Filomena S.H
- (²) -  Hora local de Italia (UTC +1)

## Resultados
| Evento            | Oro     | Plata   | Bronce     |
| ----------------- | ------- | ------- | ---------- |
| Masculino (05.07) | Serbia  | Francia | Túnez      |
| Femenino (04.07)  | Francia | Turquía | Montenegro |

## Medallero
| Núm. | País       | Oro | Plata | Bronce | Total |
| ---- | ---------- | --- | ----- | ------ | ----- |
| 1    | Francia    | 1   | 1     | 0      | 2     |
| 2    | Serbia     | 1   | 0     | 0      | 1     |
| 3    | Turquía    | 0   | 1     | 0      | 1     |
| 4    | Montenegro | 0   | 0     | 1      | 1     |
| 4    | Túnez      | 0   | 0     | 1      | 1     |
|      | TOTAL      | 2   | 2     | 2      | 6     |

- Datos: Q2601243